# Medvědí vrch
De Medvědí vrch is een berg in Tsjechië. De berg is onderdeel van de Medvědská hooglanden, die het noordoostelijke deel van het gebergte Hrubý Jeseník vormt. De berg heeft een hoogte van 1216 meter.
Op de noordoostelijke helling bevindt zich een kasteelruïne Quinburk uit de 13e eeuw.